# Михаил Векилски
Михаил Петров Векилски е български просветен деец.

## Биография
Михаил Векилски е роден на 12 май 1850 г. в Ловеч в семейството на векилин (бирник). Учи в родния си град и в Пловдив. Около 1865 г. е санитарен служител в Ловеч. Около 1870 – 1873 г. е домакин на Българската екзархия в Цариград. Учител в Долни Дъбник (около 1873 – 1874), Плевен (ококо 1874 – 1875) и Самоков (1875 – 1877). След Освобождението е служител и адвокат.
Временен сътрудник на вестниците „Право“ (1873) и „Напредък“ (1875 – 1877). Преводач от турски: „История на Ферхада и Ширин“. Превел от турский на българский език Михаил П. Векилский. Напечатана с иждивението на Стоенча Е., ловчанец. Русчюк, в книгопечатницата на Дунавската област" (1870).